# Centenary City (Nigéria)
Centenary City é um projeto novo e ambicioso do governo da Nigéria para construir uma cidade inteligente nas mesmas linhas de Dubai, Mônaco e Singapura. A cidade está sendo construída a partir do zero em um pedaço de terras virgens (1.260 hectares) localizado vários quilômetros a sudeste da capital da Nigéria, Abuja.
O conceito da cidade, foi sugerida como um projeto para marcar o aniversário de 100 anos da Nigéria até 1 de Janeiro de 2014. Deverá ser conduzido pelo setor privado